# GUANBARE
「GUANBARE」（ガンバレ）は、1988年2月24日に発売された酒井法子の5枚目のシングル。

## 概要
酒井自身オリコンチャート上においては、当時最高となるシングル売上8.2万枚を記録した（週間最高位は第7位）。登場週数は7週。
TBS系生放送音楽番組『ザ・ベストテン』では、1988年3月31日放映の「3月月間ベストテン・延長戦」において、月間第17位にランクされる。ところが酒井は、当番組のスタジオへ放送終了間際での登場と成った為、同曲の披露は出来ないまま終わってしまった。その翌週の4月7日に改めて、同番組の冒頭で酒井は中継先からの生出演で「GUANBARE」を歌唱した。

## 収録曲
1. GUANBARE（3分44秒）
作詞：森雪之丞／作曲・編曲：馬飼野康二
2. Bタイプが好き（4分15秒）
作詞：さかたかずこ／作曲：鈴木キサブロー／編曲：馬飼野康二
3. GUANBARE（オリジナル・カラオケ）
4. Bタイプが好き（オリジナル・カラオケ）
  - オリジナル・カラオケはCD版にのみ収録。

## 収録アルバム
- GUANBARE / NORIKO Part II
- Singles 〜NORIKO BEST〜
- TWIN BEST
- Asia 2000〜Words Of Love〜
- <COLEZO!> 酒井法子 Best Selection
- The Best Exhibition　酒井法子30thアニバーサリーベストアルバム
- GOLDEN☆BEST 酒井法子
- NORIKO BOX 30th Anniversary Mammoth Edition
- Premium Best